# جلایی لنکه
جلایی لنکه، روستایی از توابع بخش نصرت‌آباد شهرستان زاهدان در استان سیستان و بلوچستان ایران است.

## جمعیت
این روستا در دهستان نصرت‌آباد قرار دارد و براساس سرشماری مرکز آمار ایران در سال ۱۳۸۵، جمعیت آن ۲۸ نفر (۷خانوار) بوده‌است.